# Ночь (альбом)
«Ночь» — пятый студийный альбом советской рок-группы «Кино», записанный в 1985 году и вышедший в январе 1986 года. Альбом был записан на студии «АнТроп». Вначале он вышел на компакт-кассетах, а в апреле 1988 года был выпущен на грампластинках фирмой грамзаписи «Мелодия».

## История альбома
К началу весны 1985 года у Виктора Цоя созрел новый материал для альбома «Ночь». Обговорив с музыкантами план, Цой начал звонить Андрею Тропилло, который, несмотря на лёгкое недовольство увлечением коллектива восточными единоборствами, поддался уговорам Виктора и дал согласие на запись. Работа заняла почти год, а на каком-то этапе и вовсе прекратилась, хотя причин для этого не было. В определённый момент началось недовольство «Кино» звуком. Изначально музыканты планировали создать модный звук, но потом выяснилось, что в студии Тропилло это не получилось.
В декабре 1985 года, при участии Джоанны Стингрей, были сняты два видеоклипа на песни «Видели ночь» и «Фильмы» для показа в США, приуроченного к выходу альбома «Red Wave». Однако на них не запечатлён Юрий Каспарян, поскольку в то время он трудился в котельной на улице Салова, отрабатывая смену. По воспоминаниям Каспаряна, с таким трудом полученное место в кочегарке совершенно себя не оправдало и вместо ожидаемого свободного графика принесло лишь кучу проблем.
В январе 1986 года Андрей Тропилло самиздатом выпустил этот альбом, а уже в 1988 году фирма «Мелодия» выпустила альбом на LP с его подачи. Пластинку выпустили без ведома самих музыкантов; тем не менее, она была распродана более чем двухмиллионным тиражом, сделав группу популярной во всём Советском Союзе. У песни «Анархия» имелся подзаголовок — «Пародия на западные панк-группы». По мнению редактора выпуска Н. Барановской, это было сделано для того, чтобы её одобрило Министерство культуры. В переизданиях «Moroz Records» песня названа «Мама Анархия» (без подзаголовка). Виктор Цой раскритиковал выпуск альбома «Мелодией», сказав, что они выпускают материал без согласия автора, а также делают оформление как хотят. В 1988 году «Мелодия» выпустила сингл «Из альбома „Ночь“», на котором были представлены три песни из альбома: «Последний герой», «Жизнь в стёклах» и «Игра».
27 июня 1986 году вышел сплит-сборник Red Wave, в которой вошло 3 песни альбома «Ночь» — «Видели ночь», «Фильмы» и «Ночь».
Во время работы над альбомом были сделаны аранжировки к 4 песням «Закрой за мной дверь, я ухожу», «Дальше действовать будем мы», «Попробуй спеть вместе со мной» и «Спокойная ночь», вошедшим в следующий релиз «Группа крови» (1988). Также три первые песни вошли в фильм Сергея Лысенко «Конец каникул» (1986), ставшим первой картиной для группы. Только в 1996 году перечисленные песни были изданы компанией Moroz Records в качестве бонус-треков к CD-изданию альбома. Кроме того, в переиздании альбома Moroz Records была вырезана 1 секунда соло песни «Твой номер». И скорее всего издатели в 1996 году хотели вырезать сбой ленты.

## Музыка и тематика песен
Альбом «Ночь» является концептуальным. В нём много песен с ночной тематикой. Позже Виктор Цой говорил:

Ночь для меня — это особое время суток, когда исчезают все отвлекающие факторы. Но не только. Ночь наполняет меня ощущением мистики. Все предметы, явления, вещи становятся ночью другими. Ты сам, наверное, замечал, что дневной человек и ночной человек, один и тот же, разумеется, — это, тем не менее, разные люди. Можно сказать, что ночь даёт мне чувство романтики.
— Виктор Цой

Песня «Фильмы» впервые была исполнена в марте 1985 года на 3 Фестивале Ленинградского рок-клуба.
— В песне «Фильмы» вы поёте: «Оставь меня в покое, не тронь мою душу». Вы действительно замкнутый человек?
— Да, но всё же эта песня юмористическая. А вообще, просто у любого человека есть люди, с которыми ему интересно разговаривать, а есть — наоборот.
Молодой ленинец, 1989

## Отзывы и критика
Обозреватель подпольного рок-журнала «Рокси» после прослушивания альбома сказал, что музыка Виктора Цоя «обладает огромной подспудной мощью, но тот словно бы боится, экономит внутреннюю энергию, чтобы себя не порастратить». Песню «Видели ночь» он называет романтической и целомудренной, однако он отрицательно отнёсся к песне «Твой номер», потому что в ней присутствует вокал, который почти «невоспринимаем» — «словно самого певца тошнит от песни». Музыкальное оформление альбома рецензент описал как «болванки».
Альбом занял 12-е место в списке «50 лучших русских альбомов всех времен», составленный журналом «Афиша» по итогам опроса молодых российских музыкантов. В 2012 году «Ночь» заняла второе место в списке 50 лучших альбомов фирмы «Мелодия» по итогам опроса читателей Openspace.ru (уступив только «Герою асфальта» «Арии»).

## Список композиций
Тексты для всех песен написал Виктор Цой, а музыку и аранжировки — участники группы.

### Издание Moroz Records
| №                   | Название                                                   | Длительность |
| ------------------- | ---------------------------------------------------------- | ------------ |
| 1.                  | «Видели ночь»                                              | 3:09         |
| 2.                  | «Фильмы»                                                   | 4:54         |
| 3.                  | «Твой номер»                                               | 3:29         |
| 4.                  | «Танец»                                                    | 4:33         |
| 5.                  | «Ночь»                                                     | 5:29         |
| 6.                  | «Последний герой»                                          | 2:15         |
| 7.                  | «Жизнь в стёклах»                                          | 3:22         |
| 8.                  | «Мама-анархия»                                             | 2:44         |
| 9.                  | «Звёзды останутся здесь»                                   | 3:37         |
| 10.                 | «Игра»                                                     | 5:01         |
| 11.                 | «Мы хотим танцевать» (бэк-вокал — группа «Младшие братья») | 4:09         |
| Общая длительность: | Общая длительность:                                        | 42:42        |

| №                   | Название                        | Длительность |
| ------------------- | ------------------------------- | ------------ |
| 12.                 | «Попробуй спеть вместе со мной» | 5:25         |
| 13.                 | «Закрой за мной дверь, я ухожу» | 4:00         |
| 14.                 | «Дальше действовать будем мы»   | 3:56         |
| 15.                 | «Спокойная ночь»                | 2:46         |
| Общая длительность: | Общая длительность:             | 58:49        |

### Сингл «Из альбома „Ночь“»
| №                   | Название            | Длительность |
| ------------------- | ------------------- | ------------ |
| 1.                  | «Последний герой»   | 2:12         |
| 2.                  | «Жизнь в стёклах»   | 3:32         |
| 3.                  | «Игра»              | 5:01         |
| Общая длительность: | Общая длительность: | 10:45        |

### Издание Maschina Records
| №                   | Название                 | Длительность |
| ------------------- | ------------------------ | ------------ |
| 1.                  | «Видели ночь»            | 3:11         |
| 2.                  | «Фильмы»                 | 4:57         |
| 3.                  | «Твой номер»             | 3:35         |
| 4.                  | «Танец»                  | 4:37         |
| 5.                  | «Ночь»                   | 5:41         |
| 6.                  | «Последний герой»        | 2:18         |
| 7.                  | «Жизнь в стёклах»        | 3:40         |
| 8.                  | «Мама-анархия»           | 2:49         |
| 9.                  | «Звёзды останутся здесь» | 3:38         |
| 10.                 | «Игра»                   | 5:09         |
| 11.                 | «Мы хотим танцевать»     | 4:14         |
| Общая длительность: | Общая длительность:      | 43:43        |

### Первая версия (1985 год)
| №                   | Название                 | Длительность |
| ------------------- | ------------------------ | ------------ |
| 1.                  | «Мы вышли из дома»       | 3:08         |
| 2.                  | «Фильмы»                 | 4:58         |
| 3.                  | «Твой номер»             | 3:30         |
| 4.                  | «Танец»                  | 4:35         |
| 5.                  | «Ночь»                   | 5:29         |
| 6.                  | «Последний герой»        | 2:14         |
| 7.                  | «Жизнь в стёклах витрин» | 3:34         |
| 8.                  | «Мама-анархия»           | 2:44         |
| 9.                  | «Звёзды останутся здесь» | 3:36         |
| 10.                 | «Игра»                   | 5:00         |
| 11.                 | «Мы хотим танцевать»     | 4:09         |
| Общая длительность: | Общая длительность:      | 42:53        |

## Участники записи
«Кино»
- Виктор Цой — вокал, гитара, акустическая гитара;
- Юрий Каспарян — соло-гитара, бэк-вокал;
- Александр Титов — бас-гитара;
- Георгий Гурьянов — барабаны, бэк-вокал.

Другие
- Андрей Тропилло — флейта, бэк-вокал (1 — 11)
- Группа «Младшие братья» (Александр Лушин, Виктор Лушин) — бэк-вокал (11).

## Хронология выпуска
| Страна   | Дата | Лейбл                                                    | Формат | Каталог                   |
| -------- | ---- | -------------------------------------------------------- | ------ | ------------------------- |
| СССР     | 1986 | АнТроп                                                   | CS     | KINO-N                    |
| СССР     | 1986 | АнТроп                                                   | Бобина | KINO-N                    |
| СССР     | 1988 | Мелодия (совместно с «АнТропом»)                         | LP     | С90 26795 003             |
| СССР     | 1989 | Мелодия (совместно с «АнТропом»)                         | LP     | С90 26795 003             |
| СССР     | 1990 | Мелодия (совместно с «АнТропом»)                         | LP     | С90 26795 003             |
| СССР     | 1991 | Мелодия (совместно с «АнТропом»)                         | LP     | С90 26795 003             |
| Россия   | 1994 | Moroz Records                                            | CS     | MR 94005 MC               |
| Россия   | 1994 | Moroz Records                                            | CD     | MR 94013 CD               |
| Германия | 1995 | Konzert Agentur Michael Friedmann                        | CD     | Vol. 4                    |
| Россия   | 1996 | Moroz Records                                            | CD     | MR 96150 CD               |
| Россия   | 1996 | Moroz Records                                            | CS     | MR 94005 MC               |
| Россия   | 1998 | Moroz Records                                            | CD     | dMR 01698 CD              |
| Украина  | 1999 | J.R.C (совместно с Moroz Records)                        | CD     | JRC 00185-99              |
| Россия   | 2002 | Moroz Records                                            | CS     | MR 94005 MC               |
| Россия   | 2008 | Moroz Records (совместно с Only Music Ltd)               | CD     | OM 08305 dCD              |
| Россия   | 2008 | Moroz Records (совместно с Only Music Ltd)               | CD     | dMR 01698 CD OM 08305 dCD |
| Россия   | 2012 | Moroz Records (ООО «Музыкальное право», ООО «М-Фэктори») | CD     | MR 12006 CD               |
| Россия   | 2012 | Moroz Records (ООО «Си Ди МП3 Музыка»)                   | CD     | OM 08305 dCD              |
| Россия   | 2012 | Moroz Records (ООО «Музыкальное право», ООО «М-Фэктори») | LP     | MR 12019 LP               |
| Россия   | 2021 | Maschina Records                                         | LP     | MKK861LP                  |
| Россия   | 2021 | Maschina Records                                         | CD     | MKK861CD                  |
| Россия   | 2021 | Maschina Records                                         | CS     | MKK861MC                  |